# François van Rysselberghe

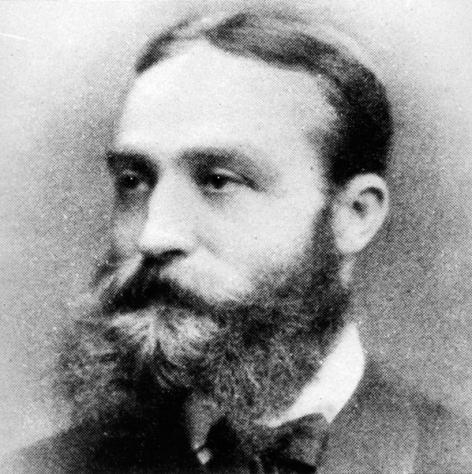

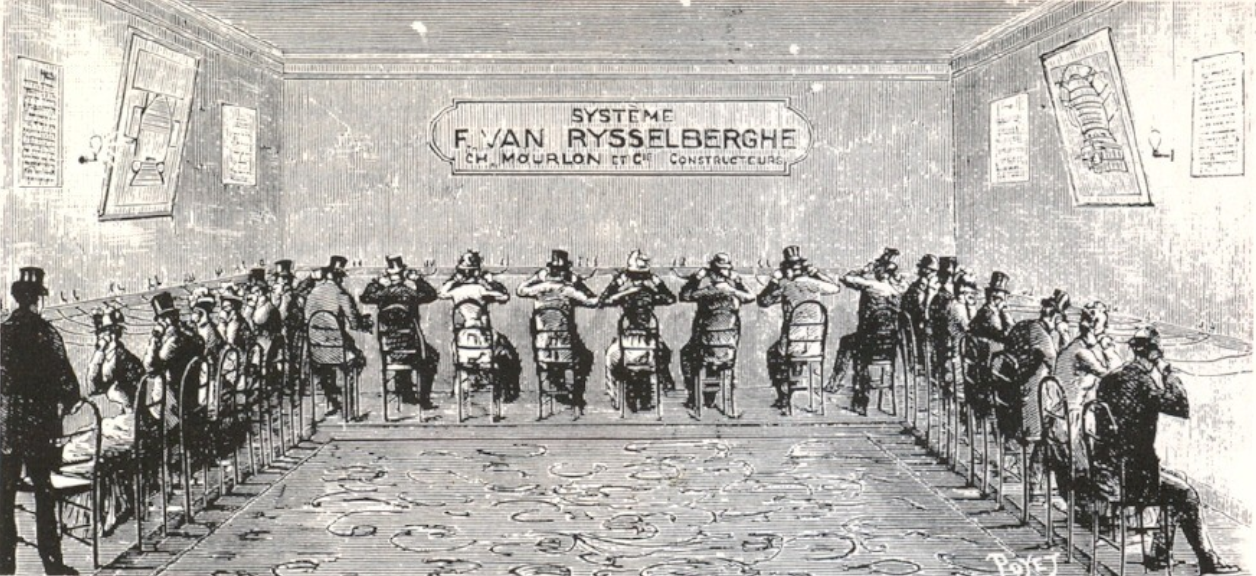
Het "systeem Van Rysselberghe", gedemonstreerd tijdens de Wereldtentoonstelling van 1885 in Antwerpen. Bezoekers konden via telefonie een concert beluisteren dat tezelfdertijd in Brussel werd uitgevoerd.

François van Rysselberghe (Gent, 24 augustus 1846 - Antwerpen, 3 februari 1893) was een Belgisch wetenschapper en uitvinder. Hij deed verschillende uitvindingen, waaronder de telemareograaf, de universele meteograaf en een systeem om verschillende telefoongesprekken of telegrafische boodschappen tegelijk op een kabel te voeren.

## Levensloop
Van Rysselberghe volgde een ingenieursopleiding en werd doctor in de wetenschappen aan de universiteit van Luik. Hij werd professor elektrotechniek aan de Gentse universiteit. Tussen 1877 en 1882 werkte hij op de Koninklijke Sterrenwacht als meteoroloog. Hij stond aan de wieg van het Bulletin météorologique, een dagelijkse weerkaart op basis van de gegevens van 43 Europese weerstations, die per telegraaf naar Brussel werden gezonden.
Samen met Théodore Schubart ontwikkelde hij getijdenpeilmeter, die in Oostende werd geplaatst, en een universele meteograaf. Dit apparaat noteerde op gezette tijdstippen de belangrijkste meteorologische gegevens op een strook papier: luchtdruk, temperatuur, vochtigheidsgraad, neerslag, richting en kracht van de wind.
Van Rysselberghe vond het multiplex-systeem voor telegrafie en telefonie uit. Hierdoor konden verschillende boodschappen of gesprekken tegelijk op een kabel worden gevoerd. Dit was een belangrijke stap in de ontwikkeling van de telefonie over grote afstand.
Hij ontving talrijke eerbewijzen in België en Frankrijk. Hij werd in Frankrijk officier van het Legioen van Eer. Hij overleed plots op 46-jarige leeftijd en werd begraven op de begraafplaats van het Kiel (Antwerpen), het Kielkerkhof. Later werd dit graf enkele km verder naar het Schoonselhof verplaatst.

## Familie
Hij was de oudere broer van de kunstschilder Théo van Rysselberghe en van de architecten Octave en Charles van Rysselberghe. Zijn zoon Max maakte op 18-jarige leeftijd de Belgica-expeditie van Adrien de Gerlache mee als tweede mecanicien.